# Leuceria lithospermifolia
Leuceria lithospermifolia là một loài thực vật có hoa trong họ Cúc. Loài này được (Less.) Reiche mô tả khoa học đầu tiên năm 1905.